# A' Mhaighdean
A' Mhaighdean är ett berg i Storbritannien.   Det ligger i kommunen Highland och riksdelen Skottland, i den norra delen av landet, 800 km nordväst om huvudstaden London. Toppen på A' Mhaighdean är 967 meter över havet, eller 445 meter över den omgivande terrängen. Bredden vid basen är 5,3 km. A' Mhaighdean ligger vid sjön Lochan Fada.
Terrängen runt A' Mhaighdean är huvudsakligen kuperad.Runt A' Mhaighdean är det mycket glesbefolkat, med 2 invånare per kvadratkilometer. Närmaste större samhälle är Aultbea, 19,4 km nordväst om A' Mhaighdean. Omgivningarna runt A' Mhaighdean är i huvudsak ett öppet busklandskap.